# Ривлин, Элиэзер
Элиэзер Ривлин (ивр. אליעזר ריבלין‎; род. 28 мая 1942 года, Иерусалим, подмандатная Палестина) — израильский юрист, судья Верховного суда Израиля с 2000 по 2012 год (с 2006 года — заместитель Председателя Верховного суда).

## Биография
Элиэзер Ривлин родился 28 мая 1942 года в Иерусалиме на территории подмандатной Палестины. В 1968 году Ривлин получил степень магистра права в Иерусалимском университете.
В сентябре 2000 года он был назначен судьей Верховного суда Израиля, а в 2006 году он стал вице-президентом этого суда.
Во время выборов в кнессет в 2009 году Элиэзер Ривлин возглавлял Центральную избирательную комиссию.
Ривлин женат и имеет четырёх детей, проживает в районе Кирьят-Бен-Гурион в городе Холон.
По достижении 70-летнего возраста 28 мая 2012 года Элиэзер Ривлин вышел в отставку.